# Simulium desertorum
Simulium desertorum är en tvåvingeart som beskrevs av Rubtsov 1938. Simulium desertorum ingår i släktet Simulium och familjen knott. Inga underarter finns listade i Catalogue of Life.